# Мусасино (плато)
Мусасино (яп. 武蔵野台地 мусасино дайти) — делювиальное плато на западе равнины Канто.
Расположено на территории префектур Токио и Сайтама, равнинной части исторической провинции Мусаси. Пролегает между реками Тама и Ара.
Использовалось для пастбищ, для выпаса лошадей. В течение XVII—XIX веков освоено под сельскохозяйственные угодья. Кое-где сохраняет первозданный ландшафт лесостепи равнины Канто.